# 4201 Orosz
4201 Orosz (1984 JA1) là một tiểu hành tinh vành đai chính được phát hiện ngày 3 tháng 5 năm 1984 bởi Brian A. Skiff ở Flagstaff.